# Asociación Mundial de Copepodólogos
La Asociación Mundial de Copepodólogos (WAC, por su sigla en inglés) es una organización sin fines de lucro creada para promover la investigación sobre copépodos al facilitar la comunicación entre los especialistas de esta materia.
La WAC tiene alrededor de 130 miembros en todo el mundo. Aunque la Asociación Mundial de Copepodólogos está compuesta principalmente por profesores universitarios e investigadores profesionales, "cualquier persona interesada en cualquier aspecto del estudio de Copepoda es elegible para ser miembro".
Los asuntos de la WAC se llevan a cabo principalmente en una reunión de negocios que se lleva a cabo cada tres años en la Conferencia Internacional sobre Copepoda (ICOC, en inglés). Desde 1987, las conferencias se han llevado a cabo en lugares de África, Asia, Europa, América del Norte y América del Sur . 
La WAC ayuda a los organizadores locales de los ICOC a patrocinar y organizar talleres asociados con estas conferencias. La mayoría de los talleres capacitan a los estudiantes en la identificación y otros aspectos prácticos de los estudios de copépodos.
Entre conferencias, la comunicación entre los miembros se lleva a cabo a través del boletín de la sociedad Monoculus y a través de recursos en línea como el sitio web de la sociedad alojado por el Senckenberg Research Institute en Wilhelmshaven, Alemania y foros de Internet alojados por organismos académicos como la Asociación Latinoamericana de Carcinología y el Virginia Institute of Marine Science. Monoculus, el nombre del boletín, en latín significa "un ojo" y se refiere a una característica compartida de muchos miembros de la subclase Copepoda.

## Historia
En 1979, el copepodólogo Dov Por escribió una carta al boletín de meiofauna Psammonalia sugiriendo la creación de un simposio y un boletín dedicados a la discusión de Copepoda. Hubo una pequeña respuesta a esta iniciativa, que aumentó cuando la sugerencia se repitió en Crustaceana, una publicación dedicada a los crustáceos .
En 1980 se envió una circular a 87 copepodólogos de todo el mundo, de los cuales respondieron 34. En una segunda carta, Dov Por anunció que la primera Conferencia Internacional sobre Copépodos sería organizada por el copépodólogo Jan Stock y estaba programada para agosto de 1981 en Ámsterdam, Países Bajos . También se anunció que el copépodólogo Kurt Schminke editaría el boletín.
En octubre de 1980 se publicó el primer número de Monoculus . Alrededor de 120 copepodólogos asistieron a esa primera conferencia en Amsterdam y se consideró un gran éxito.
La Segunda Conferencia Internacional sobre Copepoda fue organizada por el copépodólogo Chang-tai Shih y se llevó a cabo en agosto de 1984 en Ottawa, Canadá. Aquí se decidió establecer una organización formal, la Asociación Mundial de Copepodólogos. Zbigniew Kabata, un veterano del movimiento de resistencia polaco en la Segunda Guerra Mundial, fue elegido como el primer presidente. Los presidentes posteriores incluyeron a Arthur Humes, Geoff Boxshall, Kurt Schminke, Ju-shey Ho, Shin-ichi Uye, Janet Bradford, Rony Huys, Eduardo Suárez-Morales y Diana Paola Galassi. Una característica popular de cada conferencia es la "Conferencia de maxilípedos" impartida por el presidente saliente, quien luego pasa el colgante pectoral, un maxilípedo metálico en una cadena, al presidente entrante.